# 富教縣
富教縣是越南平阳省下辖的一个县。

## 地理
富教县位于平阳省东北部，东接同奈省永久县，西接保邦县，西北接平福省真诚市社，南接北新渊县，北接平福省同富县和同帅市。

## 历史
1976年2月，富教县隶属小江省管辖。
1977年3月11日，同帅县和富教县合并为同富县。
1996年11月6日，小江省分设为平福省和平阳省，平福省同富县安灵社、福创社、新协社、安平社、永和社和福永市镇划归平阳省新渊县管辖。
1999年7月23日，新渊县以永和社、安平社、安灵社、新协社、福创社、福和社、安隆社、新隆社、福永市镇1市镇8社析置富教县。
2003年12月10日，永和社析置三立社。
2004年11月17日，安灵社析置安泰社。

## 行政区划
富教县下辖1市镇10社，县莅福永市镇。
- 福永市镇（Thị trấn Phước Vĩnh）
- 安平社（Xã An Bình）
- 安灵社（Xã An Linh）
- 安隆社（Xã An Long）
- 安泰社（Xã An Thái）
- 福和社（Xã Phước Hòa）
- 福创社（Xã Phước Sang）
- 三立社（Xã Tam Lập）
- 新协社（Xã Tân Hiệp）
- 新隆社（Xã Tân Long）
- 永和社（Xã Vĩnh Hòa）